# خوزه ایلسون دوس سانتوس
خوزه ایلسون دوس سانتوس (به پرتغالی: José Ilson dos Santos) مهاجم اهل برزیل است که در شهر Nossa Senhora da Glória و در تاریخ ۲۸ نوامبر ۱۹۷۵ به دنیا آمده‌است.
خوزه ایلسون دوس سانتوس در تیم‌های فوتبال باشگاه ورزشی باهیا، XV Novembro-Piracicaba، Matonense، Grêmio Esportivo Brasil، Botafogo-SP، باشگاه فوتبال گامبا اوساکا، باشگاه ورزشی اسپورت رسیفی، Botafogo، باشگاه ورزشی براگا، باشگاه ورزشی ژوونتود، باشگاه فوتبال پائولیستا، باشگاه فوتبال لوکرن اوست والاندرن، Mouscron، Shenyang Ginde، باشگاه فوتبال لیرسه، باشگاه ورزشی براگا، Atlético Paranaense، Fortaleza، Confiança، باشگاه فوتبال آمریکا (بلو هوریزونته)، Tombense Futebol Clube، Esporte Clube XV de Novembro، Sociedade Esportiva River Plate سابقهٔ حضور دارد.